# مصادر ومشابهات قصة الخروج
تُعد قصة الخروج هي الأسطورة المؤسسة لبني إسرائيل. هناك إجماع علمي على أن قصة الخروج الموصوفة في التوراة ليست تاريخية، وإن كان قد يكون لها أصل تاريخي وراء هذه القصة الكتابية. يعتقد علماء الآثار المعاصرون أن بني إسرائيل كانوا سكانًا أصليين في أرض كنعان، ولم يتواجدوا أبدًا في مصر القديمة، وأنه إذا كان هناك أي أساس تاريخي لقصة الخروج، فيمكن أن ينطبق فقط على شريحة صغيرة من بني إسرائيل. ومع ذلك، من الممكن القول أن بعض الأحداث التاريخية ربما تكون قد ألهمت هذه الرواية، حتى ولو اعتبرنا أن موسى وقصة الخروج ينتميان إلى الذاكرة الثقافية الجماعية وليس للتاريخ. وفقًا لأبراهام فاوست "يتفق معظم العلماء على أن الرواية الكتابية لها أصل تاريخي، وأن بعض مستوطني المرتفعات جاءوا، بطريقة أو بأخرى، من مصر".
يعتقد عالم المصريات جان أسمان أن قصة الخروج جمعت بين طرد الهكسوس، وثورة أخناتون الدينية، والمواجهات مع العبيرو (الذين كانوا عصابات عدائية يتواجدون في جميع أنحاء الشرق الأدنى القديم)، وهجرات شعوب البحر واسعة النطاق في إطار "قصة خيالية متماسكة من حيث تكوينها، وتاريخية من حيث بعض مكوناتها".

## الإجماع التاريخي
يُجمع العلماء المعاصرين على أن التوراة لا تقدم وصفًا دقيقًا لأصول بني إسرائيل. ليس هناك ما يشير إلى أن بني إسرائيل عاشوا في مصر القديمة، ولا تظهر في شبه جزيرة سيناء أي شواهد تقريبًا على وجود أي استيطان فيها طوال الألفية الثانية قبل الميلاد بأكملها (حتى في قادش برنيع، التي قيل أن بني إسرائيل أمضوا فيها 38 عامًا، والتي لم تكن مأهولة حتى بدايات القرن الثاني عشر قبل الميلاد). وعلى النقيض من غياب الأدلة حول الاستعباد في مصر والتيه في البرية، هناك دلائل وافرة على تطور بني إسرائيل داخل أرض كنعان من جذور كنعانية أصيلة. وفي الوقت الذي لا زال فيه عدد قليل من العلماء يناقشون تاريخية قصة الخروج، أو على الأقل معقوليتها، تخلى غالبية علماء الآثار عن تاريخية القصة، حيث اعتبر عالم الآثار ويليام ديفر إثبات تاريخيتها "سعيًا غير مثمر".
تحتوي القصة الكتابية على بعض التفاصيل المصرية الأصيلة، وإن كانت قليلة، كما أن القصة في كثير من الأحيان لا تعكس الأوضاع في مصر خلال فترة نهاية العصر البرونزي أو حتى مصر على الإطلاق (فمن غير المرجح، على سبيل المثال، أن تضع الأم طفلًا في "سفط من البردي" في النيل حيث يواجه خطر التماسيح). في المقابل، قد تتلاءم عناصر القصة، التي لا تتوافق مع الأوضاع في الألفية الثانية قبل الميلاد، مع الأوضاع في الألفية الأولى قبل الميلاد؛ مما يجعلها تبدو كمحاولة لكاتب من الألفية الأولى قبل الميلاد حاك قصة قديمة تدور أحداثها في مصر.
بعد قرن من الأبحاث التي أجراها علماء الآثار وعلماء المصريات، لم يُعثر على أي دليل يمكن أن يكون مرتبطًا بشكل مباشر بالاستعباد في مصر أو الهروب أو التيه عبر البرية. يتفق علماء الآثار بشكل عام على أن بني إسرائيل لديهم أصول كنعانية، فثقافة المستوطنات الإسرائيلية الأولى كنعانية، وأدوات تعبُّدهم هي الأدوات الخاصة بعبادة الإله الكنعاني إيل، وبقايا الفخار التي عُثر عليها مصنوعة وفق الأسلوب الكنعاني، والأبجدية التي استخدموها كانت الكنعانية القديمة. على الرغم من زعم بعض الدراسات الحديثة بوجود تأثير مصري في الثقافة الإسرائيلية المبكرة، فإن العلامة الوحيدة التي تميز القرى "الإسرائيلية" عن المواقع الكنعانية هي غياب عظام الخنازير، على الرغم من أن اعتبار ذلك كعلامة عرقية أم أنه يرجع إلى عوامل أخرى، لا زال موضع خلاف.
وفقًا لآيات الخروج 12: 37-38، بلغ عدد بني إسرائيل "حوالي ستمائة ألف رجل مشاة، إلى جانب النساء والأطفال"، ومواشيهم. أعطت آية العدد 1: 46 عددًا أكثر دقة بلغ 603,550 رجل أعمارهم فوق العشرين عامًا. مع وفرة العدد الذي تجاوز 600 ألف مقاتل، من الصعب التوفيق بين فكرة هذا العدد وبين المعلومات التي تفيد بأن بني إسرائيل كانوا خائفين من الفلستيين والمصريين. وفقًا لعدد الرجال، يُرجح أن العدد الإجمالي للرجال وزوجاتهم وأطفالهم تراوح بين 2 إلى 2.5 مليون نسمة. إذا اعتبرنا أنهم سيسيرون في صفوف من عشرة أفراد دون احتساب ماشيتهم، لشكّلوا طابورًا يبلغ طوله 240 كيلومترًا. وفي التوقيت الذي تزعم القصة أن الأحداث دارت فيها، كان عدد سكان مصر يتراوح بين 3 إلى 4.5 مليون نسمة، ولم يُعثر على أي دليل على أن مصر عانت من كارثة ديموغرافية واقتصادية ترجع إلى فقدان السكان، أو أن صحراء سيناء استضافت (أو حتى كان من الممكن أن تستضيف) هؤلاء الملايين من الأشخاص وقطعانهم. حاول البعض تقليل الأرقام، فمثلًا فسّروا القراءة العبرية على أنها "600 عائلة" بدلاً من 600,000 رجل، لكن كل هذه المحاولات كان لها مشاكلها الخاصة.
تشير تفاصيل قصة الخروج إلى عصيون جابر كإحدى محطات الخروج، إلا أن تاريخ تأسيسها يرجع إلى فترة ما بين القرنين الثامن والسادس قبل الميلاد، وربما كانت فيها فترة استيطانية خلال القرن الثاني عشر قبل الميلاد، كما أن أسماء الأماكن الواردة على طريق الخروج التي حدّدتها القصة - أرض جاسان وفيثوم وسكوت ورعمسيس وقادش برنيع بأنها كانت موجودة في الألفية الثانية قبل الميلاد، ظلت أيضًا باقية خلال الألفية الأولى قبل الميلاد. كذلك، تُعد مسألة خوف فرعون من أن يتحالف بنو إسرائيل مع غزاة أجانب أمرًا غير مرجح في ظل الأوضاع في أواخر الألفية الثانية قبل الميلاد، حيث كانت أرض كنعان جزءًا من الإمبراطورية المصرية ولم تواجه مصر أي أعداء في هذه الجهة، ولكنها قد تبدو منطقية في ظل أوضاع الألفية الأولى قبل الميلاد، عندما كانت مصر أضعف إلى حد كبير، وواجهت غزوًا أولاً من الإمبراطورية الأخمينية، ثم لاحقًا من الإمبراطورية السلوقية. كما يُشير ذكر الجمال في الخروج 9: 3 أيضًا إلى تاريخ لاحق، حيث يُعتقد أن التوسع في استئناس الجمال كحيوانات أليفة لم يحدث قبل أواخر الألفية الثانية، بعد ظهور بني إسرائيل بالفعل في أرض كنعان، ولم يستأنسها المصريون إلا في الفترة من 200-100 ق.م تقريبًا.
يعتبر التسلسل الزمني لقصة الخروج أمر رمزيًا، فمثلًا، كانت ذروة قصة الخروج بإقامة خيمة الاجتماع كمسكن ليهوه بين شعبه، وهو الحدث الذي أرّخه الكتاب المقدس بأنه كان في سنة 2666 من خلق الإله للعالم، أي بعد ثلثي حقبة أربعة آلاف سنة التي بلغت ذروتها وقت أو قرابة إعادة تكريس الهيكل الثاني سنة 164 ق.م. لذا، فإن محاولات تحديد قرن معين جرى فيه الحدث لم يكن أمرًا حاسمًا. حدّدت آية الملوك الأول 6: 1 بناء هيكل سليمان بأنه تم بعد 480 سنة من خروج بني إسرائيل، مما يعني أن الخروج حدث حوالي سنة 1450 ق.م.، غير أن هذا الرقم المحدد بلاغي وليس تاريخي، حيث أنه يمثل اثني عشر جيلًا مدة كل منها أربعين عامًا. على أي حال، كانت أرض كنعان في ذلك الوقت جزءًا من الإمبراطورية المصرية، مما يجعل بنو إسرائيل في الواقع يهربون من مصر إلى مصر، كما لا تُظهر مدن أرض كنعان طبقات دمار تتفق مع رواية سفر يشوع عن احتلال الأرض. يعتقد ويليام أولبرايت عالم الآثار الكتابي الرائد أن الخروج حدث حوالي 1250-1200 ق.م.، لكنه وصف العلامات "الإسرائيلية" (المنازل المكونة من أربع غرف، والجرار ذات الحواف، وما إلى ذلك) بأنها استمرار للثقافة الكنعانية. في النهاية، أدى نقص الأدلة إلى استنتاج العلماء أن قصة الخروج لا تمثل لحظة تاريخية محددة.
تسرد التوراة الأماكن التي استراح فيها بنو إسرائيل. يتفق عدد قليل من أماكن بداية الرحلة، بما في ذلك رعمسيس وفيثوم وسكوت، بشكل جيد مع المواقع الأثرية على الحافة الشرقية لدلتا النيل، كذلك الحال مع قادش برنيع، حيث قضى بني إسرائيل 38 سنة بعد رجوعهم من أرض كنعان؛ بخلاف ذلك، القليل جدًا من الأماكن الأخرى يمكن تأكيد وجودها. هناك خلاف حول تحديد موضع عبور البحر الأحمر بين أنه كان عند الفرع البيلوزي لنهر النيل، أو في مكان ما على طول شبكة البحيرات المرة، أو القنوات الأصغر التي شكلت حاجزًا في الشرق أمام الهروب، أو خليج السويس (جنوب شرق سكوت)، أو خليج العقبة (جنوب عصيون جابر)، أو حتى عند بحيرة شاطئية على ساحل البحر المتوسط. كما حُدد المقصود بجبل سيناء بأنه جبل موسى في جنوب شبه جزيرة سيناء، لكن هذا التحديد يرجع تاريخه إلى القرن الثالث الميلادي فقط، رغم احتمالية تواجد مكان اسمه "سيناء" في جنوب شبه جزيرة سيناء، حيث ورد هذا الاسم في خط سير رحلة مسؤول مصري من الأسرة الحادية عشرة.

## طرد الهكسوس
كان الهكسوس شعبًا ساميًّا يُنظر أحيانًا إلى فترة دخوله ومغادرته مصر القديمة على أنها توازي إلى حد كبير القصة التوراتية عن إقامة بني إسرائيل في مصر. ظهر الكنعانيون لأول مرة في مصر في نهاية فترة حكم الأسرة المصرية الثانية عشر حوالي سنة 1800 ق.م.، حيث أسسوا في ذلك الوقت أو بعده بقليل حوالي 1720 ق.م. مملكة مستقلة في شرق دلتا النيل. في حوالي سنة 1650 ق.م.، تولى حكم هذه المملكة الحكام المعروفون باسم الهكسوس، الذين أسسوا الأسرة المصرية الخامسة عشر. هناك مزاعم أن الأساليب المتطورة الجديدة في الحرب ضمنت صعود الهكسوس، وإن كان في السنوات الأخيرة، لقيت فكرة هجرة الهكسوس، باشتباكات عسكرية بسيطة أو ربما بدون اشتباكات عسكرية، تأييدًا واسعًا. على أية حال، استمرت الأسرة المصرية السادسة عشر والأسرة المصرية السابعة عشر في حكم مصر العليا في وجود ملوك الهكسوس، وربما كانت تبعيتهم للهكسوس. في النهاية، شن سقنن رع وكاموس وأحمس حربًا ضد الهكسوس وطردوا آخر ملوكهم خامودي من مصر حوالي سنة 1550 ق.م.
سجّل المؤرخ المصري مانيتون السمنودي الذي عاش في القرن الثالث قبل الميلاد، وكان رئيسًا لكهنة معبد رع في أون ملحمة الهكسوس، واستشهد المؤرخ اليهودي يوسيفوس فلافيوس الذي عاش في القرن الأول الميلادي بها ثلاث مرات. في كتاب مانيتون "تاريخ مصر"، الذي نقل عنه يوسيفوس القصة، وصف مانيتون الهكسوس، وأصولهم المتواضعة في آسيا، وغزوهم وهيمنتهم على مصر، وطردهم في نهاية المطاف، ونفيهم لاحقًا إلى منطقة يهودا، وأنهم أسسوا مدينة القدس ومعبدها. وصف مانيتون الهكسوس بأنهم "الملوك الرعاة" الذين غزوا مصر، ودمّروا مدنها ومعابدها وشنوا حربًا على الشعب المصري "لاستئصالهم تدريجيًا من جذورهم". وبعد حربهم مع المصريين، عقدوا معاهدة تنص على خروج الرعاة الهكسوس من مصر. اعتبر يوسيفوس أن رواية مانيتون عن الهكسوس كانت رواية مصرية موثوقة عن خروج بني إسرائيل، وأن الهكسوس كانوا "شعبنا". ويقول دونالد ريدفورد أن رواية الخروج هي توثيق كنعاني لنزول الهكسوس واحتلالهم لمصر. بينما يقول عالم الآثار يان أسمان إن القصة الكتابية تبدو إلى حد كبير تاريخًا مضادًا: «إذ حوّلت الملوك إلى عبيد؛ والطرد إلى حرمان من الهجرة؛ والنزول عن عرش مصري حتى الحضيض إلى الصعود من الاضطهاد إلى الحرية كشعب الإله المختار.»
هناك إجماع علمي معاصر على أنه إذا كان بنو إسرائيل قد خرجوا من مصر، فلا بد أن ذلك حدث في وقت ما خلال القرن الثالث عشر قبل الميلاد، حيث لا يوجد دليل أثري على أي ثقافة مادية إسرائيلية مميزة قبل ذلك الوقت. ومع ذلك، يعتقد العديد من العلماء المعاصرين أن رواية الخروج ربما تكون قد تطورت من الذكريات الجماعية حول طرد الهكسوس من مصر، وربما حيكت بشكل متقن لتشجيع مقاومة هيمنة مصر على مملكة يهوذا في القرن السابع قبل الميلاد.

## ثوران مينوان
في كتابها "انشقاق البحر: كيف شكلت البراكين والزلازل والأوبئة قصة الخروج"، تستكشف الجيولوجية باربرا سيفرتسن الروابط بين رواية الخروج الكتابية، وطرد الهكسوس، وثورة بركان مينوان حوالي سنة 1600 ق.م. جاء في لوحة العاصفة [الإنجليزية] المنقوشة في عهد أحمس الأول الفرعون الذي طرد الهكسوس، وصف لعواصف مطيرة مروعة دمرت جزءًا كبيرًا من مصر، إلا أنه من الراجح أن هذه العواصف كانت ترجع إلى التغيرات المناخية قصيرة المدى الناجمة عن ثوران بركان مينوان. وإن كان هناك رأي يقول بأن الأضرار المنسوبة إلى هذه العاصفة ربما كانت ناجمة عن زلزال أعقب ثوران مينوان، أو أن استخدام لفظ العاصفة ما هو إلا مجرد استعارة لوصف الفوضى التي حدثت أثناء محاولة الفرعون فرض النظام وقت الحرب مع الهكسوس. صوّرت وثائق مثل نقوشات كهف أرطاميس الذي بنته الملكة حتشبسوت العواصف، ولكن من الواضح أن هذا التصوير كان رمزيًا لا حرفيًا، حيث تشير الأبحاث إلى أن نقوش لوحة كهف أرطاميس إشارة إلى تغلب حتشبسوت على قوى الفوضى والظلام.

## أخناتون ونهاية فترة العمارنة

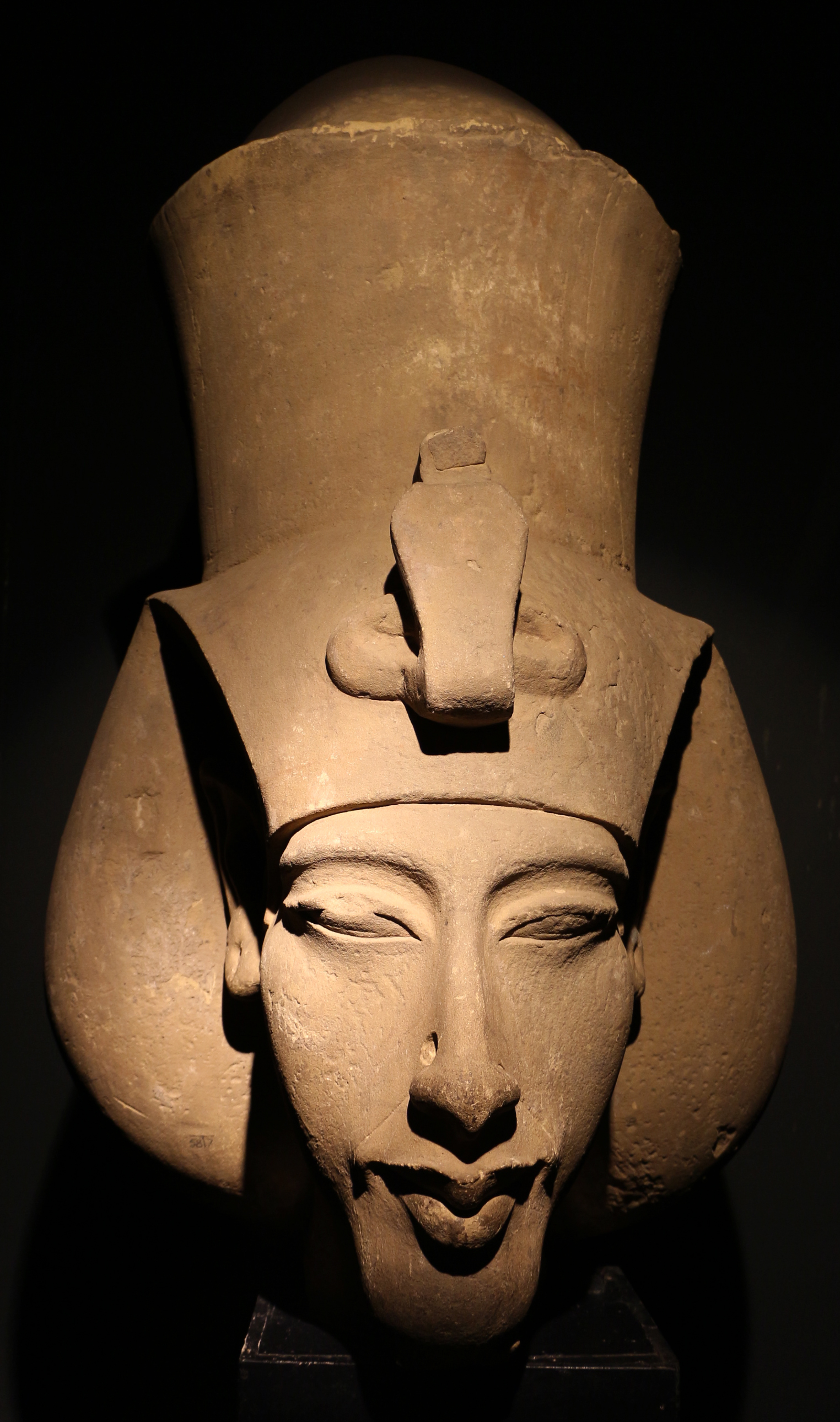
تمثال رأس أخناتون

كان أخناتون المعروف أيضًا باسم أمنحتب الرابع، أحد فراعنة الأسرة المصرية الثامنة عشر والذي حكم في الفترة من سنة 1353-1336 ق.م. تقريبًا. أشرف هذا الفرعون على تغييرات جذرية في الممارسات الدينية المصرية، حيث أسس شكلاً من أشكال التوحيد بعبادة إله الشمس آتون، وحل كهنوت جميع الآلهة الأخرى. بنى أخناتون عاصمته الجديدة أخيتاتون أو "أفق آتون"، في الموقع المعروف اليوم باسم تل العمارنة. بُنيت المدينة على عجل، في الغالب باستخدام الطوب اللبن. وبعد وفاة أخناتون، أُهملت المدينة، ولم تعد العاصمة، وهُدمت المعابد والأضرحة والتماثيل الملكية فيما بعد، في عهد الفرعون حورمحب.
درس العديد من العلماء فكرة أن ديانة أخناتون التوحيدية أصبحت فيما بعد اليهودية. كان من أوائل من ذكر ذلك سيغموند فرويد مؤسس علم التحليل النفسي في كتابه موسى والتوحيد، مستندًا في حججه على الاعتقاد بأن قصة الخروج كانت تاريخية. زعم فرويد بأن موسى كان كاهنًا آتونيًا أُجبر على مغادرة مصر مع أتباعه بعد وفاة أخناتون. كما زعم فرويد بأن أخناتون كان يسعى جاهدًا لتعزيز التوحيد، وهو الأمر الذي تمكن موسى من تحقيقه.
في سنة 1973م، أشار ويليام أولبرايت إلى أن موسى والعديد من أفراد عائلته كانت لديهم أسماء مصرية، وقال إنه لا يوجد سبب وجيه لإنكار تأثر موسى بتوحيد أخناتون. ومع ذلك، يقول دونالد ريدفورد إن هناك القليل من الأدلة على أن أخناتون كان سلفًا للتوحيد الكتابي. بل على العكس من ذلك، فقد أكد أن ديانة الكتاب المقدس العبري تطورت منفصلةً بعد ذلك بنحو 500 سنة.

## فترة الرعامسة
يُرجع معظم العلماء الذين يتقبلون فكرة حدوث نوع من الهجرة الجماعية إلى القرن الثالث عشر قبل الميلاد في زمن رمسيس الثاني، أو خلال القرن الثاني عشر قبل الميلاد في زمن رمسيس الثالث. رُبط بين بردية لايدن 438 أحد نصوص هذه الفترة وبين رواية الخروج. تشير البردية إلى أعمال البناء في بر-رمسيس (رمسيس التوراتية). يحتوي أحد أقسام هذه البردية على أمر "إصدار الحبوب لرجال الجيش و(إلى) العبيرو الذين يرسمون الحجر للصرح العظيم لـ... رمسيس." ربط العديد من العلماء لغويًا بين مصطلحي عبيرو (أو هابيرو) والعبرانيين، لذا قد يُعد هذا النص إشارة محتملة (ولكنها غير مؤكدة) إلى بعض أفراد بني إسرائيل الأوائل الذين قاموا بأعمال بناء في بي-رمسيس خلال هذه الفترة. وهناك دليل آخر محتمل على تواجد بني إسرائيل الأوائل في مصر في هذه الفترة، ألا وهو وجود منزلان من أربع غرف اكتُشفا في مدينة هابو. أشار الباحثان مانفريد بيتاك وغاري ريندسبورغ إلى أن المنزل المكون من أربع غرف يعتبر عادة علامة عرقية إسرائيلية مميزة، مما يشير إلى أن المستوطنين في تلك المنازل ربما كانوا على صلة ببني إسرائيل. كما زعم بيتاك وريندسبورج أيضًا بأن هناك تشابهًا آخر محتملًا لرواية الخروج في بردية أناستاسي الخامس. تحتوي هذه البردية، التي يرجع تاريخها إلى عهد سيتي الثاني، على تقرير من أحد مسؤولي الحدود يشير إلى هروب عبيد من مصر عبر مدن سكوت ومجدل (وهما مكانان مذكوران في رواية الكتاب المقدس). ويرى بيتيتاك وريندسبورج أن هذا التشابه "يشير إلى أن بني إسرائيل كانوا يستخدمون طريقًا يسلكه العبيد الهاربون، وهو يشبه إلى حد ما إلى "السكك الحديدية تحت الأرض" في التاريخ الأمريكي.
يشير العالم الكتابي جراهام ديفيز إلى أن العديد من النصوص الأدبية من مصر القديمة توثق استخدام شعوب العبيرو في أعمال البناء خلال عصر الأسرة المصرية التاسعة عشر، مما قد يشير إلى وجود صلة محتملة برواية استعباد المصريين لبني إسرائيل. تقول زيوني زيفيت أن تصوير الكتاب المقدس لعبودية بني إسرائيل يتوافق مع ما هو معروف عن العبودية في مصر القديمة. بينما زعم ريتشارد إليوت فريدمان أن سبط لاوي كانوا الوحيدون الذين هربوا من مصر في الخروج في عهد رمسيس الثاني أو عهد ابنه مرنبتاح وأدخلوا معهم عبادة يهوه إلى أرض كنعان، الذي اندمج لاحقًا مع الإله الكنعاني إيل. لا يؤكد فريدمان من أين جاء اللاويون بإلههم يهوه، لكنه افترض أنهم إما جاءوا به من إله الشاسو يهو، أو ربما من مديان. وزعم أيضًا إن هذه كانت خطوة حاسمة نحو التوحيد، كما قال فريدمان أن معظم اللاويين في القصة، مثل موسى وهارون وفينحاس لهم أسماء ربما أصلها مصري. وزعم أيضًا أن ترنيمة البحر [الإنجليزية](الخروج 15: 1-18) وأغنية دبورة(القضاة 5: 2-31) هما أقدم مقطعين في الكتاب المقدس. لم تذكر ترنيمة البحر عدد الأشخاص الذين خرجوا من مصر، بل ذكرت أمة يقودها يهوه. وأشار أيضًا إلى أن أغنية دبورة لا تذكر اللاويين ضمن أسباط بني إسرائيل، ربما لأنهم كانوا لا زالوا في مصر. وأخيرًا، أشار فريدمان إلى أوجه التشابه بين خيمة الاجتماع وخيمة المعركة الخاصة برمسيس الثاني.

## المشابهات المصرية والهيلينية
يبدو أن العديد من المصادر القديمة غير الكتابية تتشابه مع قصة الخروج الكتابية أو مع الأحداث التي وقعت في نهاية عصر الأسرة المصرية الثامنة عشرة عندما استُنكرت ديانة أخناتون الجديدة، وهُجرت عاصمته أخيتاتون. غالبًا ما تحتوي هذه القصص بين عناصر من قصة طرد الهكسوس. فمثلًا، يروي هيكاتايوس الأبديري [الإنجليزية] في القرن الرابع قبل الميلاد كيف ألقى المصريون باللوم على الأجانب في الطاعون وطردوهم من البلاد، وعندها أخذهم زعيمهم موسى إلى أرض كنعان. لهذه القصة أكثر من اثنتي عشرة نسخة، كل منها تضيف المزيد من التفاصيل، ومعظمها معادية لليهود بشدة. ويروي مانيتون السمنودي كيف انضم 80,000 من البُرص وغيرهم من "الأشخاص النجسين"، بقيادة كاهن يُدعى أوسارسيف إلى الهكسوس الذين أصبحوا يعيشون الآن في القدس من أجل السيطرة على مصر، فأحدثوا فوضى حتى طاردهم الفرعون وابنه في النهاية إلى حدود سوريا، وهناك وضع أوسرسيف للمصابين بالجذام قانونًا، وغيّر اسمه إلى موسى، وإن كان ربط أوسرسيف بموسى في رواية مانيتون قد يكون إضافة لاحقة. اختلف يوسيفوس بشدة مع ربط بني إسرائيل بقصة مانيتون عن أوسارسيف والمصابين بالجذام. لكن يبدو أن القصص التي رواها هيكاتايوس ومانيتون مرتبطة بطريقة ما بقصة الخروج، لكن من المستحيل معرفة ما إذا كانت هذه القصص تروي أحداثًا تاريخيةً، أم أن رواية مانيتون رد فعل على قصة الخروج، أم أن قصة الخروج كانت ردًا على القصص المصرية.
كانت هناك ثلاثة تفسيرات مقترحة حول قصة مانيتون عن أوسرسيف والجذام، أولها أنها كانت إشارة لفترة العمارنة؛ والثانية أنها إشارة للهكسوس؛ والثالثة أنها كانت دعاية معادية لليهود. كان لكل تفسير دليل يدعمه، فاسم الفرعون أمينوفيس، والطابع الديني للصراع يتناسب مع إصلاح أخناتون للدين المصري؛ كما أن اسم أواريس وربما اسم أوسارسيف يناسب فترة الهكسوس؛ والحبكة الشاملة للقصة عبارة عن انعكاس واضح لقصة الخروج اليهودية وتصوّر اليهود في صورة سيئة. ومع ذلك، لا توجد نظرية واحدة يمكنها تفسير جميع العناصر. أشار اقتراح لعالم المصريات جان أسمان إلى أن القصة ليس لها أصل واحد، ولكنها تجمع بين العديد من التجارب التاريخية، ولا سيما فترات العمارنة والهكسوس في الذاكرة الشعبية.